# 维克代普雷 (科多尔省)
维克代普雷（法語：Vic-des-Prés）是法国科多尔省的一个市镇，属于博恩区（Beaune）乌克河畔布利尼县（Bligny-sur-Ouche）。该市镇总面积8.95平方公里，2009年时的人口为101人。

## 人口
维克代普雷人口变化图示